# (38650) 2000 ON17
2000 ON17 (asteroide 38650) é um asteroide da cintura principal. Possui uma excentricidade de 0.19677870 e uma inclinação de 12.03785º.
Este asteroide foi descoberto no dia 23 de julho de 2000 por LINEAR em Socorro.